# 沈曾桐
沈曾桐（1853年—1921年），又名沈會桐，字子封，號同叔、檗宦、廣嚴精舍、廣嚴老人、醉六堂、瞋叟、藥使。浙江嘉興人，沈曾植弟。光緒十二年進士，曾入李鴻章幕。光緒二十一年發起北京强學會，任副董，主管强學書局報務。光緒三十四年署廣東提學使。宣統三年改雲南提法使，未赴。後卒於北京。有《芝峰詩草》。

## 生平
光緒十二年（1886年）登進士。同年五月，改翰林院庶吉士。光緒十五年四月，散館，授翰林院編修；次年，改會典館圖上詳校官、國史館協修官。光緒十八年，為會試同考官。光緒二十一年，授會典館圖上纂修官、次年改會典館圖上總纂官。光緒二十八年，任湖北鄉試副考官、八旗小學堂提調官、編書處總纂官、武英殿協修官。次年任武英殿纂修官、撰文處行走。光緒三十一年，任文淵閣校理。光緒三十三年，任山西平陽府知府，后改廣東提學使。宣統三年，任雲南提法使。